# Martine Sarcey
Martine Sarcey (28 de septiembre de 1928 - 11 de junio de 2010·) fue una actriz teatral, cinematográfica y televisiva de nacionalidad francesa.
Se hizo una figura conocida sobre todo por su papel en televisión en series como La Porteuse de pain. 
Fue una de las grandes figuras del doblaje francés, dando voz a Elizabeth Montgomery (Samantha) en la serie Bewitched, y a Audrey Hepburn en la mayor parte de sus películas.

## Biografía
Nacida en París, Francia, su verdadero nombre era Martine Rouchaud. Sarcey era hija de la periodista Françoise Brisson, coredactora jefe del diario Le Journal, y nieta del crítico literario Francisque Sarcey. Alumna del Conservatorio nacional superior de arte dramático de París, ella participó en algunos programas radiofónicos dramáticos antes de debutar en la escena en 1949 bajo la dirección del que sería, al año siguiente, su marido, el director Maurice Cazeneuve.
Además, ella también se dedicó al doblaje, destacando su trabajo en películas del género western y peplum dando voz, entre otras actrices, a Audrey Hepburn en la mayor parte de su carrera a partir de 1958 y, más adelante, a Elizabeth Montgomery, sobre todo en la serie televisiva Bewitched.
En 1952 tuvo a su única hija, Fabrice Cazeneuve, que sería directora. Poco después se separó de Maurice Cazeneuve, iniciando una relación sentimental con el actor y director teatral Michel de Ré, al que conoció en una producción representada en el Théâtre du Quartier Latin.
Sarcey actuó por vez primera en el cine en 1953 en Nez de cuir, de Yves Allégret, y en Agence matrimoniale, de Jean-Paul Le Chanois. Hizo pequeños papeles en Les Intrigantes (1954), Le Caïd de Champignol  (1965) o en Le Voleur (1967), de Louis Malle. Actriz destacada del teatro y el doblaje de los años 1960, tuvo a partir de la década siguiente una floreciente actividad televisiva.
Estrella de las series La Porteuse de pain (1973) y La Mort d'un touriste (1975), interpretó en esa época papeles cinematográficos de cuarentonas atractivas en numerosas comedias, como fue el caso de À nous les petites Anglaises, Un éléphant ça trompe énormément (1976) y L'Hôtel de la plage (1978). Otro de sus papeles relevantes fue el de profesora de escuela en P.R.O.F.S, (1985) de Patrick Schulmann.
En sus últimos años destacaron sus actuaciones televisivas en Les Maîtres du pain (1993), Une belle journée (2001) y Dolmen (2005).
En 2004 fue galardonada con el Premio Molière a la mejor actriz de reparto por su trabajo en L'Inscription, de Gérald Sibleyras. En 2007, la asociación Souvenance de cinéphiles de Puget-Théniers le concedió el premio «Reconnaissance des cinéphiles» por el conjunto de su carrera.
Martine Sarcey falleció en 2010 en París, Francia, por un infarto agudo de miocardio. Fue enterrada en el Cementerio del Père-Lachaise.

## Teatro
- 1949 : Jeanne et ses juges, de Thierry Maulnier, escenografía de Maurice Cazeneuve, Catedral de Ruan
- 1951 : L'Homme de cendres, de André Obey, escenografía de Pierre Dux
- 1951-1953 : La Reine-mère ou les Valois terribles, de Pierre Devaux, escenografía de Michel de Ré, Théâtre du Quartier Latin
- 1953 : Les Aveux les plus doux, de Georges Arnaud, escenografía de Michel de Ré, Théâtre du Quartier Latin
- 1954 : La Bande à Bonnot, de Henri-François Rey, escenografía de Michel de Ré, Théâtre du Quartier Latin
- 1954 : La Tour Eiffel qui tue, de Guillaume Hanoteau, escenografía de Michel de Ré, Théâtre du Quartier Latin
- 1955 : Clotilde du Nord, de Louis Calaferte, escenografía de Michel de Ré, Comédie de Paris
- 1955 : L'Homme du destin, de George Bernard Shaw, escenografía de Michel de Ré, Teatro de la Alliance française
- 1955 : L'Oiseau parleur, de André de Richaud, escenografía de Michel de Ré, Théâtre de l'Alliance française
- 1955 : Le Secret, de André de Richaud, escenografía de Michel de Ré, Théâtre de l'Alliance française
- 1958 : L'Épouvantail, de Dominique Rolin, escenografía de André Barsacq, Théâtre de l'Œuvre
- 1958 : Les Carabiniers, de Beniamino Joppolo, escenografía de Michel de Ré, Théâtre d'Aujourd'hui
- 1959 : Becket, de Jean Anouilh, escenografía del autor y Roland Piétri, Théâtre Montparnasse
- 1960 : Une demande en mariage, de Simone Dubreuilh, escenografía de Michel de Ré, Théâtre de la Alliance française
- 1961 : La vida es sueño, de Pedro Calderón de la Barca, escenografía de André Charpak, Festival de Montpellier
- 1961 : La Grotte, de Jean Anouilh, escenografía del autor y Roland Piétri, Théâtre Montparnasse
- 1962 : L'Amant complaisant, de Graham Greene, escenografía de Daniel Leveugle, Teatro de los Campos Elíseos
- 1963 : Les Enfants du soleil, de Máximo Gorki, escenografía de Georges Wilson, Théâtre de Chaillot
- 1963-1964 : Un amour qui ne finit pas, de André Roussin, escenografía del autor, Théâtre de la Madeleine y Théâtre des Célestins
- 1964 : Les Folies du samedi soir, de Marcel Mithois, escenografía de Jacques Rosny, Théâtre La Bruyère
- 1965 : Cet animal étrange, de Gabriel Arout a partir de Antón Chéjov, escenografía de Claude Régy, Théâtre Hébertot
- 1966 : Don Juan aux enfers, de George Bernard Shaw, escenografía de Raymond Gérôme, Théâtre de la Madeleine
- 1967 - 1968 : Comme au théâtre, de Françoise Dorin, escenografía de Michel Roux, Théâtre de la Michodière y Théâtre des Célestins
- 1969 : Las bodas de Fígaro, de Pierre-Augustin Caron de Beaumarchais, escenografía de Jean Meyer, Théâtre des Célestins
- 1970 : La Fuite, de Mijaíl Bulgákov, escenografía de Pierre Debauche, Théâtre Nanterre-Amandiers
- 1970 : Et à la fin était le bang, de René de Obaldia, escenografía de Michel de Ré, festival de Vaison-la-Romaine
- 1971 : Un songe pour une nuit d'été, de Michel de Ré, escenografía del autor, Festival de Vaison-la-Romaine
- 1971-1973 : Deux femmes pour un fantôme y La Baby-sitter, de René de Obaldia, escenografía de Pierre Franck, Théâtre de l'Œuvre y Théâtre des Célestins
- 1973 : L'Homme en question, de Félicien Marceau, escenografía de Pierre Franck, Théâtre de l'Atelier
- 1974 : Protée, de Paul Claudel, escenografía de Jacques Rosny, Théâtre Hébertot
- 1974 : L'Exil, de Henry de Montherlant, escenografía de Bernard Ristroph, Teatro de los Campos Elíseos
- 1975 : Les Secrets de la comédie humaine, de Félicien Marceau, escenografía de Paul-Émile Deiber, Théâtre du Palais-Royal
- 1976 : Don Juan, de Max Frisch, escenografía de Jean-Pierre Miquel, Comédie-Française en el Teatro del Odéon
- 1977 : Port-Royal, de Henry de Montherlant, escenografía de Jean Meyer, Théâtre des Célestins
- 1978 : Les Folies du samedi soir, de Marcel Mithois, escenografía de Jacques Rosny, Théâtre La Bruyère
- 1980-1982 : Le Cœur sur la main, de Loleh Bellon, escenografía de Jean Bouchaud, Teatro de los Campos Elíseos y Théâtre des Célestins
- 1984 : Les Temps difficiles, de Édouard Bourdet, escenografía de Pierre Dux, Théâtre des Variétés
- 1985 : Agnès de Dieu, de John Pielmeier, escenografía de Andréas Voutsinas, Teatro de los Campos Elíseos
- 1988 : Une absence, de Loleh Bellon, escenografía de Maurice Bénichou, Théâtre des Bouffes-Parisiens
- 1989, 1990 : La Traversée de l'hiver, de Yasmina Reza, escenografía de Patrice Kerbrat, Centre national de création d'Orléans, Théâtre national de la Colline
- 1990 : La Société de chasse, de Thomas Bernhard, escenografía de Henri Ronse
- 1995 : El alma buena de Szechwan, de Bertolt Brecht, escenografía de Gildas Bourdet, Théâtre de la Ville
- 1995 : Aimez-moi les uns les autres, de Alex Métayer, escenografía del autor, Théâtre du Gymnase Marie-Bell
- 1997 : La tempestad, de William Shakespeare, escenografía de Jean-Luc Revol, Festival d'Anjou, La Criée (Marsella)
- 1999 : Les Madones, dirigida y escrita por Nathalie Akoun, Théâtre de la Tempête
- 2003 : La gata sobre el tejado de zinc, de Tennessee Williams, escenografía de Patrice Kerbrat, gira
- 2004 : L'Inscription, de Jean Dell y Gérald Sibleyras, escenografía de Jacques Échantillon, Théâtre Montparnasse
- 2005-2006 : Ricardo III, de William Shakespeare, escenografía de Philippe Calvario, Théâtre Nanterre-Amandiers, Théâtre des Célestins, Théâtre national de Bretagne, Théâtre national de Nice, gira
- 2009 : La Disparition de Richard Taylor, de Arnaud Cathrine, escenografía de Pauline Bureau

## Filmografía

### Cine
- 1952 : Nez de cuir, de Yves Allégret
- 1952 : Agence matrimoniale, de Jean-Paul Le Chanois
- 1952 : Procès au Vatican, de André Haguet
- 1954 : Les Intrigantes, de Henri Decoin
- 1955 : María Antonieta, reina de Francia, de Jean Delannoy
- 1956 : Alerte au deuxième bureau, de Jean Stelli
- 1963 : Méfiez-vous, mesdames, de André Hunebelle
- 1964 : Fifi la plume, de Albert Lamorisse
- 1966 : Le Caïd de Champignol, de Jean Bastia
- 1966 : Le Voleur, de Louis Malle
- 1968 : Salut Berthe !, de Guy Lefranc
- 1968 : La Leçon particulière, de Michel Boisrond
- 1969 : Clérambard, de Yves Robert
- 1970 : Du soleil plein les yeux, de Michel Boisrond
- 1971 : Rendez-vous à Bray, de André Delvaux
- 1971 : L'Homme au cerveau greffé, de Jacques Doniol-Valcroze
- 1971 : Aussi loin que l'amour, de Frédéric Rossif
- 1974 : Les murs ont des oreilles, de Jean Girault
- 1974 : Un linceul n'a pas de poches, de Jean-Pierre Mocky
- 1975 : Lo importante es amar, de Andrzej Żuławski
- 1976 : Un éléphant ça trompe énormément, de Yves Robert
- 1976 : À nous les petites Anglaises, de Michel Lang
- 1977 : La Preuve par six, de Armando Bernardi
- 1977 : Un moment d'égarement, de Claude Berri
- 1977 : La Vie parisienne, de Christian-Jaque
- 1978 : Trocadéro bleu citron, de Michaël Schock
- 1978 : L'Hôtel de la plage, de Michel Lang
- 1979 : Ciao, les mecs, de Sergio Gobbi
- 1980 : Deux lions au soleil, de Claude Faraldo
- 1980 : Certaines nouvelles, de Jacques Davila
- 1985 : P.R.O.F.S, de Patrick Schulmann
- 1986 : États d'âme, de Jacques Fansten
- 1988 : La Maison assassinée, de Georges Lautner
- 1993 : Dernier Stade, de Christian Zerbib
- 1995 : Jefferson à Paris, de James Ivory
- 1999 : La Maladie de Sachs, de Michel Deville
- 2001 : Une belle journée, de Frédérique Dolphyn
- 2002 : Au milieu de la nuit, de Gaëlle Baron
- 2004 : L'Équipier, de Philippe Lioret
- 2004 : Un 14 juillet, de Nathalie Saugeon
- 2007 : Le Chant de la baleine, de Catherine Bernstein
- 2008 : Humeurs et Rumeurs, de Paul Vecchiali
- 2009 : Millefeuille, de Christian Sonderegger

### Televisión

#### Telefilmes
- 1961 : L'Exécution, de Maurice Cazeneuve
- 1961 : Un mariage sous Louis XV, de Guy Lessertisseur
- 1962 : La Nuit des rois, de Claude Barma
- 1968 : Don Juan revient de guerre, de Marcel Cravenne
- 1970 : Un jeu d'enfer, de Marcel Cravenne
- 1971 : Au théâtre ce soir: Virage dangereux, de John Boynton Priestley, escenografía de Raymond Rouleau, dirección de Pierre Sabbagh, Théâtre Marigny
- 1971 : Yvette, de Jean-Pierre Marchand
- 1971 : La Duchesse de Berry, de Jacques Trébouta
- 1972 : Au théâtre ce soir : Cet animal étrange, de Gabriel Arout, escenografía de Michel de Ré, dirección de Pierre Sabbagh, Théâtre Marigny
- 1976 : Le Voyage à l'étranger, de Philippe Ducrest
- 1979 : Le Facteur de Fontcabrette, de Bernard Roland
- 1983 : Fou comme l'oiseau, de Fabrice Cazeneuve
- 1983 : Dans la citadelle, de Peter Kassovitz
- 1984 : Emmenez-moi au théâtre: Le Cœur sur la main, de Loleh Bellon
- 1985 : Les Temps difficiles, de Georges Folgoas
- 1988 : Staccato, de André Delacroix
- 1990 : Alcyon, de Fabrice Cazeneuve
- 1992 : Princesse Alexandra, de Denis Amar
- 1995 : Sa dernière lettre, de Serge Meynard
- 1996 : L'Enfant sage, de Fabrice Cazeneuve
- 1997 : Une femme en blanc, de Aline Issermann
- 2000 : Que reste-t-il..., de Étienne Périer
- 2003 : Un fils de notre temps, de Fabrice Cazeneuve
- 2008 : J'ai pensé à vous tous les jours, de Jérôme Foulon
- 2010 : Les Mensonges, de Fabrice Cazeneuve

#### Series
- 1962 : La caméra explore le temps, de Stellio Lorenzi (episodio 24)
- 1964 : Commandant X, de Jean-Paul Carrère (temporada 1, episodio 6)
- 1965 : Rocambole, de Jean-Pierre Decourt (temporada 2, episodio 3)
- 1966 : Les Cinq Dernières Minutes, de Jean-Pierre Marchand: Temporada 1, episodio 39 La Rose de fer
- 1973 : La Porteuse de pain, de Marcel Camus
- 1974 : Un curé de choc
- 1975 : Splendeurs et misères des courtisanes, de Maurice Cazeneuve
- 1975 : Au théâtre ce soir : Les Derniers Outrages, de Robert Beauvais, escenografía de Michel Roux, dirección de Pierre Sabbagh, Théâtre Édouard VII
- 1975 : La Mort d'un touriste, de Abder Isker
- 1977 : Les Folies-Offenbach, de Michel Boisrond (temporada 1, episodio 2)
- 1978 : Mazarin, de Pierre Cardinal
- 1978 : Une femme, une époque
- 1978 : Ce diable d'homme, de Marcel Camus (temporada 1, episodios 2 a 4)
- 1979 : Les Amours de la Belle Époque, de Jeannette Hubert
- 1979 : Le Petit Théâtre d'Antenne 2: Le Passe-temps, de Jean Archimbaud
- 1979 : Médecins de nuit, de Nicolas Ribowski, episodio Palais Royal
- 1980 : Les Folies du samedi soir, de Jacques Brialy
- 1980 : La Sourde Oreille, de Michel Polac
- 1980 : Arcole ou la Terre promise, de Marcel Moussy
- 1981 : La Mémoire des siècles, de André Castelot y Jean-François Chiappe
- 1982 : L'Esprit de famille, de Roland-Bernard
- 1988 : Les Enquêtes du commissaire Maigret, episodio Le Notaire de Châteauneuf, de Gérard Gozlan
- 1989 : El gran secreto, de Jacques Trébouta
- 1992 : Beaumanoir, de Josette Paquin y Catherine Roche
- 1993 : Les Maîtres du pain, de Hervé Baslé
- 1994 : Le Fils du cordonnier, de Hervé Baslé
- 1997 : Docteur Sylvestre, de Philippe Roussel (temporada 3, episodio 1)
- 2003 : Maigret, episodio 44 Signé Picpus, de Jacques Fansten
- 2003 : Les Cordier, juge et flic, de Gilles Béhat (temporada 11, episodio 3)
- 2004 : Blandine l'insoumise, de Claude d'Anna (episodio 5)
- 2005 : Dolmen, de Didier Albert
- 2009 : Le juge est une femme, de Denis Amar (temporada 7, episodio 4)
- 2010 : Engrenages (temporada 3)
- 2010 : Ceux qui aiment la France, de Ariane Ascaride

## Actriz de voz
A lo largo de su carrera, Martine Sarcey dio voz a un gran número de actrices, integrantes del reparto de producciones tanto cinematográficas como televisivas. Algunas de ellas fueron Audrey Hepburn, Joanne Woodward, Julie Andrews, Maggie Smith, Pier Angeli, Vanessa Redgrave, Jessica Tandy, Patricia Collinge, Paula Raymond, Mary Sinclair, Teresa del Río, Jackie Loughery, Belinda Lee, Eva Marie Saint, Peggy Cummins, Deborah Kerr, Martha Hyer, Patricia Owens, Nadja Tiller, Barbara Lang, Susan Kohner, Constance Towers, Elizabeth Montgomery, Sally Nesbitt, Anjanette Comer, etc.

## Distinciones

### Premios
- Trofeo Béatrix Dussane en el año 1978 por Les Folies du samedi soir
- Premio Molière de 2004 a la mejor actriz de reparto por L’Inscription
- Prix Reconnaissance des cinéphiles, concedido en 2007 por la asociación "Souvenance de Cinéphiles" por el conjunto de su carrera.

### Nominaciones
- Premio Molière de 1989: Nominada a la mejor actriz de reparto por Une absence
- Premio Molière de 1990: Nominada a la mejor actriz de reparto por La Traversée de l'hiver